# مارسل لنز (بازیکن فوتبال، زاده ۱۹۸۷)
مارسل لنز (انگلیسی: Marcel Lenz؛ زادهٔ ۱۶ فوریهٔ ۱۹۸۷) بازیکن فوتبال اهل آلمان است.
از باشگاه‌هایی که در آن بازی کرده‌است می‌توان به باشگاه فوتبال کیکرز اوفنباخ، باشگاه فوتبال اسنابروک، و باشگاه فوتبال آرمینیا بیله‌فلد اشاره کرد.